# Pasquale Vivolo
Pasquale Vivolo (Brusciano, Provincia de Nápoles, Italia, 6 de enero de 1928 - Cremona, Provincia de Cremona, Italia, 18 de noviembre de 2002) fue un futbolista italiano. Se desempeñaba en la posición de delantero.

## Selección nacional
Fue internacional con la selección de fútbol de Italia en 4 ocasiones y marcó 1 gol. Debutó el 26 de octubre de 1952, en un encuentro ante la selección de Suecia que finalizó con marcador de 1-1.

## Clubes
| Club            | País   | Año         |
| --------------- | ------ | ----------- |
| U. S. Cremonese | Italia | 1947 - 1949 |
| Juventus F. C.  | Italia | 1949 - 1953 |
| S. S. Lazio     | Italia | 1953 - 1958 |
| Genoa C. F. C.  | Italia | 1958        |
| Brescia Calcio  | Italia | 1958 - 1959 |

## Palmarés

### Campeonatos nacionales
| Título  | Club           | País   | Año     |
| ------- | -------------- | ------ | ------- |
| Serie A | Juventus F. C. | Italia | 1949-50 |
| Serie A | Juventus F. C. | Italia | 1951-52 |